# كلاتة مغري (بجستان)
کلاتة مغري (بالفارسية: کلاته مغری) هي قرية تقع في إيران في قسم بجستان الريفي. يقدر عدد سكانها بـ 70 نسمة .